# Ceny FIFA The Best
Ceny FIFA The Best (v originále anglicky The Best FIFA Football Awards) je fotbalové ocenění udělované každoročně asociací FIFA. První slavnostní předávání cen se konalo 9. ledna 2017 ve švýcarském Curychu.

## Nejlepší fotbalista FIFA
| Rok  | Vítěz              | Klub vítěze                           | Druhý             | Klub druhého            | Třetí             | Klub třetího                        | Ref.  |
| ---- | ------------------ | ------------------------------------- | ----------------- | ----------------------- | ----------------- | ----------------------------------- | ----- |
| 2016 | Cristiano Ronaldo  | Real Madrid                           | Lionel Messi      | FC Barcelona            | Antoine Griezmann | Atlético Madrid                     | [ 1 ] |
| 2017 | Cristiano Ronaldo  | Real Madrid                           | Lionel Messi      | FC Barcelona            | Neymar            | FC Barcelona Paris Saint-Germain FC | [ 2 ] |
| 2018 | Luka Modrić        | Real Madrid                           | Cristiano Ronaldo | Real Madrid Juventus FC | Mohamed Salah     | Liverpool FC                        | [ 3 ] |
| 2019 | Lionel Messi       | FC Barcelona                          | Virgil van Dijk   | Liverpool FC            | Cristiano Ronaldo | Juventus FC                         | [ 4 ] |
| 2020 | Robert Lewandowski | FC Bayern Mnichov                     | Cristiano Ronaldo | Juventus FC             | Lionel Messi      | FC Barcelona                        | [ 5 ] |
| 2021 | Robert Lewandowski | FC Bayern Mnichov                     | Lionel Messi      | Paris Saint-Germain FC  | Mohamed Salah     | Liverpool FC                        | [ 6 ] |
| 2022 | Lionel Messi       | Paris Saint-Germain FC                | Kylian Mbappé     | Paris Saint-Germain FC  | Karim Benzema     | Real Madrid                         | [ 7 ] |
| 2023 | Lionel Messi       | Paris Saint-Germain FC Inter Miami CF | Erling Haaland    | Manchester City         | Kylian Mbappé     | Paris Saint-Germain                 |       |
| 2024 | Vinícius Júnior    | Real Madrid                           | Rodri             | Manchester City         | Jude Bellingham   | Real Madrid                         |       |

## Nejlepší fotbalistka FIFA
| Rok  | Vítěz                 | Klub vítěze                       | Druhý                 | Klub druhého                    | Třetí             | Klub třetího            |
| ---- | --------------------- | --------------------------------- | --------------------- | ------------------------------- | ----------------- | ----------------------- |
| 2016 | Carli Lloyd           | Houston Dash                      | Marta Vieira da Silva | FC Rosengård                    | Melanie Behringer | FC Bayern Mnichov       |
| 2017 | Lieke Martens         | FC Rosengård FC Barcelona         | Carli Lloyd           | Houston Dash Manchester City FC | Deyna Castellanos | Santa Clarita Blue Heat |
| 2018 | Marta Vieira da Silva | Orlando Pride                     | Dzsenifer Marozsán    | Olympique Lyon                  | Ada Hegerberg     | Olympique Lyon          |
| 2019 | Megan Rapinoe         | Reign FC                          | Alex Morgan           | Orlando Pride                   | Lucy Bronze       | Olympique Lyon          |
| 2020 | Lucy Bronze           | Olympique Lyon Manchester City FC | Pernille Harder       | Chelsea FC                      | Wendie Renard     | Olympique Lyon          |
| 2021 | Alexia Putellas       | FC Barcelona                      | Sam Kerr              | Chelsea FC                      | Jennifer Hermoso  | FC Barcelona            |
| 2022 | Alexia Putellas       | FC Barcelona                      | Alex Morgan           | Orlando Pride San Diego Wave    | Beth Mead         | Arsenal                 |

## Brankář roku
| Rok  | Vítěz             | Klub vítěze     | Druhý                 | Klub druhého         | Třetí             | Klub třetího           |
| ---- | ----------------- | --------------- | --------------------- | -------------------- | ----------------- | ---------------------- |
| 2017 | Gianluigi Buffon  | Juventus        | Manuel Neuer          | Bayern Mnichov       | Keylor Navas      | Real Madrid            |
| 2018 | Thibaut Courtois  | Real Madrid     | Hugo Lloris           | Tottenham Hotspur FC | Kasper Schmeichel | Leicester City FC      |
| 2019 | Alisson           | FC Liverpool    | Marc-André ter Stegen | FC Barcelona         | Ederson           | Manchester City        |
| 2020 | Manuel Neuer      | Bayern Mnichov  | Alisson               | FC Liverpool         | Jan Oblak         | Atlético Madrid        |
| 2021 | Édouard Mendy     | Chelsea FC      | Gianluigi Donnarumma  | AC Milán PSG         | Manuel Neuer      | Bayern Mnichov         |
| 2022 | Emiliano Martínez | Aston Villa FC  | Thibaut Courtois      | Real Madrid          | Yassine Bounou    | FC Sevilla             |
| 2023 | Ederson           | Manchester City | Thibaut Courtois      | Real Madrid          | Yassine Bounou    | FC Sevilla Al Hilal FC |

## Brankářka roku
| Rok  | Vítěz               | Klub vítěze             | Druhý             | Klub druhého   | Třetí             | Klub třetího             |
| ---- | ------------------- | ----------------------- | ----------------- | -------------- | ----------------- | ------------------------ |
| 2019 | Sari van Veenendaal | Arsenal Atlético Madrid | Christiane Endler | PSG            | Hedvig Lindahl    | Chelsea FC VfL Wolfsburg |
| 2020 | Sarah Bouhaddi      | Olympique Lyon          | Christiane Endler | PSG            | Alyssa Naeher     | Chicago Red Stars        |
| 2021 | Christiane Endler   | PSG Olympique Lyon      | Ann-Katrin Berger | Chelsea FC     | Stephanie Labbé   | FC Rosengård PSG         |
| 2022 | Mary Earps          | Manchester United       | Christiane Endler | Olympique Lyon | Ann-Katrin Berger | Chelsea FC               |

## Puskásova cena
| Rok  | Vítěz           | Klub vítěze   | Druhý                  | Klub druhého        | Třetí                  | Klub třetího    |
| ---- | --------------- | ------------- | ---------------------- | ------------------- | ---------------------- | --------------- |
| 2016 | Mohd Faiz Subri | Penang        | Marlone                | Corinthians         | Daniuska Rodríguez     | Venezuela       |
| 2017 | Olivier Giroud  | Arsenal       | Oscarine Masuluke      | Baroka              | Deyna Castellanos      | Venezuela       |
| 2018 | Mohamed Salah   | FC Liverpool  | Cristiano Ronaldo      | Real Madrid         | Giorgian de Arrascaeta | Cruzeiro        |
| 2019 | Dániel Zsóri    | Debreceni VSC | Lionel Messi           | FC Barcelona        | Juan Fernando Quintero | CA River Plate  |
| 2020 | Son Hung-min    | Tottenham     | Giorgian de Arrascaeta | CR Flamengo         | Luis Suárez            | FC Barcelona    |
| 2021 | Érik Lamela     | Tottenham     | Mehdi Taremi           | FC Porto            | Patrik Schick          | Česká republika |
| 2022 | Marcin Oleksy   | Warta Poznań  | Dimitri Payet          | Olympique Marseille | Richarlison            | Brazílie        |

## Cena Fair Play
| Rok  | Vítěz                                                 |
| ---- | ----------------------------------------------------- |
| 2016 | Atlético Nacional                                     |
| 2017 | Francis Koné                                          |
| 2018 | Lennart Thy                                           |
| 2019 | Marcelo Bielsa Leeds United                           |
| 2020 | Mattia Agnese                                         |
| 2021 | Fotbalová reprezentace Dánska a zdravotnický personál |
| 2022 | Luka Lochoshvili                                      |